# Franz Knößlsdorfer
Franz Knößlsdorfer (* 18. März 1931; † 27. November 2020) war ein deutscher Radrennfahrer und nationaler Meister im Radsport.

## Sportliche Laufbahn
Knößlsdorfer war Mitglied im Verein Rad-Renn-Club 1902 München, dem auch Fahrer wie Ludwig Hörmann angehörten. 1951 wurde er in Köln Deutscher Meister im Zweier-Mannschaftsfahren mit Walter Sonntag, nachdem er 1950 bereits die Silbermedaille mit Walfried Klehr gewonnen hatte. Auch auf dem Tandem konnte er Meister werden; er gewann mit dem Herpersdorfer Fritz Neuser die nationale Meisterschaft 1952 und 1953. 1953 gewann er mit dem RC Amor München die Bronzemedaille bei den Bahnmeisterschaften in der Mannschaftsverfolgung. 1952 wurde er in die deutsche Nationalmannschaft berufen.